# Наташа Сен-Пјер
Наташа Сен-Пјер (фр. Natasha Saint-Pier; Ботхерст, 10. фебруар 1981) је канадска поп певачица. Она је једна од најпознатијих канадских певачица које певају на француском у свету.

## Биографија
Наташа је рођена као Natasha Saint-Pierre. Започела је своју мећународну каријеру у четрнаестој години, када је играла Флер-де-Ли (Fleur-de-Lys) у мјузиклу „Нотр-Дам д Пари“ (Notre-Dame de Paris). Од тада је њен менаџер Гај Клутије (Guy Cloutier). Наташа Сен-Пјер је представљала Француску на Песми Евровизије 2001. године, и заузела четврто место. Сарадња са Паскал Обиспоом (Pascal Obispo), учинила ју је само још познатијом широм Европе.

## Албуми
- 1996. Émergence
- 2000. À chacun son histoire
- 2003. De l'amour le mieux
- 2004. L'Instant d'après
- 2006. Longueur d'ondes
- 2008. Natasha St-Pier

## Синглови
- 2000. À chacun son histoire
- 2000. Tu m'envoles
- 2001. Je n'ai que mon âme
- 2003. Tu trouveras (дует са Паскал Обиспоом (Pascal Obispo), на шпанском: Encontrarás, дует са Мугуел Бозеом (Miguel Bosé))
- 2003. Nos rendez-vous
- 2003. Alors on se raccroche
- 2004. Tant que c'est toi
- 2004.. Mourir demain (дует са Паскал Обиспоом)
- 2004. Quand on cherche l'amour
- 2006. Un ange frappe à ma porte
- 2006. Ce silence (дует са Frédéric Château)
- 2006. Tant que j'existerai
- 2008. Embrasse-moi
- 2008. 1,2,3